# Maryna Broniewska
Maryna Broniewska (ur. 3 lipca 1911 we Lwowie, zm. 31 grudnia 1989 w Warszawie) – polska reżyser i choreograf.

## Życiorys
Córka Alfreda Tarnawa Broniewskiego (1869–1941) i Michaliny z Kamieniobrodzkich (1877–1957). Reżyser teatralny i telewizyjny. Debiutowała jako choreograf w rodzinnym Lwowie, gdzie prowadziła szkołę tańca artystycznego i pracowała w Teatrze Wielkim u Wilama Horzycy ze znakomitymi reżyserami: Leonem Schillerem, Wacławem Radulskim, Władysławem Krasnowieckim, Edmundem Wiercińskim, Bronisławem Dąbrowskim. Po zakończeniu II wojny światowej reżyserowała w wielu teatrach, w: Katowicach, Krakowie, Wrocławiu, Łodzi, Poznaniu, Szczecinie i Warszawie. Egzamin reżyserski złożyła 5 lipca 1947 r. przed Państwową Komisją Egzaminacyjną w Łodzi.

## Kariera sceniczna

### Początki
Tuż po zakończeniu wojny, zadebiutowała 17 października 1945 r., jako autorka choreografii, na scenie katowickiego Teatru Śląskiego, w sztuce Cały dzień bez kłamstwa, którego autorem jest James Montgomery, w reżyserii Aleksandra Bardiniego. Inne spektakle realizowane z udziałem Broniewskiej, to m.in.:
- 21 III 1946: Wieczór Trzech Króli William Shakespeare, reż. Bronisław Dąbrowski – choreografia i asystent reżysera
- 4 VII 1946: Dom otwarty[4] Michał Bałucki, reż. Aleksander Bardini – choreografia
- 21 IX 1946: Orfeusz Anna Świrszczyńska (prapremiera), reż. Wilam Horzyca – asystent reżysera[5]
- 28 X 1946: Dwa teatry (dramat) Jerzy Szaniawski, reż. Wilam Horzyca – asystent reżysera
- 26 XI 1946: Król włóczęgów Justin Huntley Mac Carthy – debiut reżyserski
- 21 XII 1946: Za kulisami (Tyrtej) Cyprian Kamil Norwid, reż. Wilam Horzyca – asystent reżysera i choreografia
- 2 IV 1947: Wesele (dramat) Stanisław Wyspiański, reż. Wilam Horzyca – asystent reżysera
- 14 V 1947: Romeo i Julia William Shakespeare, reż. Wilam Horzyca – plastyka ruchu
- 12 VI 1947: Gospodarstwo Jarosław Iwaszkiewicz – reżyseria
- 1 VIII 1947: Musisz być moją Louis Verneuil – reżyseria
- 27 IX 1947: Wieczór Trzech Króli William Shakespeare, reż. Bronisław Dąbrowski – współpraca reżyserska
- 20 XI 1947: Powrót syna marnotrawnego Roman Brandstaetter, reż. Janusz Warnecki – współpraca reżyserska
- 15 I 1948: Adwokat i róże Jerzy Szaniawski – reżyseria
- 17 IV 1948: Owcze źródło Lope de Vega, reż. Bronisław Dąbrowski – współpraca reżyserska i opracowanie choreograficzne
- 23 VI 1948: Obrona Ksantypy Ludwik Hieronim Morstin, reż. Karol Borowski – układ tańca
- 7 VII 1948: Wesele Figara Pierre de Beaumarchais, reż. Władysław Krzemiński – układ tańca
- 8 X 1948: Sen nocy letniej William Shakespeare, reż. Bronisław Dąbrowski – choreografia
- 18 III 1949: A działo się to w zapusty Krystyna Grzybowska – reżyseria
- 2 IV 1949: Romans z wodewilu Władysław Krzemiński – reżyseria
- 4 VI 1949: Odwety Leon Kruczkowski – reżyseria
- 29 X 1949: Niemcy (dramat) Leon Kruczkowski – reżyseria.

### lata 50.
- 4 IV 1950: Henryk VI na łowach[6] Wojciech Bogusławski – inscenizacja i reżyseria
- 14 X 1950: Lekkomyślna siostra Włodzimierz Perzyński – reżyseria
- 3 III 1951: Jak wam się podoba William Shakespeare, reż. Edmund Wierciński – układ tańca
- 15 V 1951: Skąpiec Molière’a – reżyseria
- 10 VI 1951: Moralność pani Dulskiej Gabriela Zapolska – reżyseria
- 30 X 1951: Poemat pedagogiczny Anton Makarenko – reżyseria
- 19 IV 1952: Ożenić się nie mogę[7] Aleksander Fredro – reżyseria
- 3 VII 1952: Wachlarz Carlo Goldoni – reżyseria i inscenizacja
- 27 VI 1953: Ludzie z naszej ulicy Peter Karvas – reżyseria
- 26 IX 1953: Nie igra się z miłością Alfred de Musset – reżyseria i inscenizacja
- 4 III 1954: Sen nocy letniej William Shakespeare – reżyseria i inscenizacja
- 28 X 1954: Młyn Lope de Vega – reżyseria z Władysławem Hańczą oraz inscenizacja
- 22 VII 1955: Wesele (dramat) Stanisław Wyspiański – reżyseria
- 18 II 1956: Henryk VI na łowach Wojciech Bogusławski, reż. Ludwik Benoit – inscenizacja
- 16 III 1956: Dziwak Nâzım Hikmet – reżyseria
- 21 IX 1956: Ruy Blas Wiktor Hugo – reżyseria
- 16 X 1956: Mandragora, czyli Napój zapładniający Niccolò Machiavelli – reżyseria i inscenizacja
- 19 I 1957: Podróż po Warszawie Feliks Szober – reżyseria i choreografia, inscenizacja
- 6 VII 1957: Lato Tadeusz Rittner – reżyseria
- 10 X 1957: Lekkomyślna siostra Włodzimierz Perzyński – reżyseria
- 30 IX 1958: Czarująca szewcowa Federico García Lorca – reżyseria
- 10 X 1959: Gromiwoja Arystofanes – reżyseria.

### lata 60.
- 3 VI 1960: Młyn Lope de Vega – reżyseria
- 3 XII 1960: Uczciwa dziewczyna Carlo Goldoni – reżyseria
- 17 I 1961: Mąż pognębiony Molière’a, reż. Tadeusz Przystawski – choreografia
- 3 III 1961: Tomasz Becket czyli honor Boga Jean Anouilh – reżyseria
- 10 VI 1961: Ondyna Jean Giraudoux – reżyseria
- 31 I 1962: Volpone, czyli Lis Ben Jonson – reżyseria i inscenizacja
- 4 V 1962: Czy to jest miłość? Zofia Bystrzycka – reżyseria
- 5 VII 1962: Uczciwa dziewczyna Carlo Goldoni – reżyseria
- 19 XII 1962: Tomcio Paluch Julia Hartwig i Artur Międzyrzecki – reżyseria i choreografia
- 10 I 1963: Anna Christie Eugene O’Neill – reżyseria
- 8 VI 1963: Miłość czysta u kąpieli morskich Cyprian Kamil Norwid – reżyseria
- 11 VII 1963: Mąż idealny Oscar Wilde – reżyseria
- 28 IX 1963: Malatesta Henry de Montherlant – reżyseria
- 16 XI 1963: Eros i Psyche Ludomir Różycki – reżyseria
- 8 II 1964: Odprawa posłów greckich Jan Kochanowski – reżyseria i inscenizacja
- 25 III 1964: Makbet William Shakespeare – reżyseria i inscenizacja
- 15 X 1964: Jak wam się podoba William Shakespeare – inscenizacja, opracowanie tekstu, reżyseria
- 19 XII 1964: Nosorożec (dramat) Eugène Ionesco – reżyseria
- 8 V 1965: Sługa dwóch panów Carlo Goldoni – reżyseria
- 12 V 1966: Przemyślny szlachcic Don Kichote z Manczy Miguel de Cervantes – reżyseria
- 12 XI 1966: Niestałość serc Pierre de Marivaux – reżyseria
- 28 I 1967: Cyganeria Giacomo Puccini – reżyseria
- 12 V 1968: Hedda Gabler Henrik Ibsen – reżyseria
- 1 XII 1968: Pierwszy dzień wolności Leon Kruczkowski – reżyseria
- 19 X 1969: Człowiek z budki suflera Tadeusz Rittner – reżyseria.

### lata 70.
- 6 III 1971: Pigmalion (dramat George’a Bernarda Shawa) George Bernard Shaw – reżyseria
- 25 IV 1971: Wieczór Trzech Króli William Shakespeare – reżyseria i inscenizacja
- 9 X 1971: Szkoła żon Molier – reżyseria
- 19 II 1972: Ich czworo Gabriela Zapolska – reżyseria
- 20 VII 1972: Ostrożnie! świeżo malowane Rene Fauchois – reżyseria
- 25 IX 1972: Kopernik Ludwik Hieronim Morstin – reżyseria
- 29 IX 1972: Kulig (komedia) Józef Wybicki – reżyseria
- 15 XII 1972: Pierwszy dzień wolności Leon Kruczkowski – reżyseria
- 17 II 1973: Krosienka Ignacy Krasicki – reżyseria
- 26 VII 1973: Antygona (dramat) Sofokles – reżyseria
- 16 III 1974: Niemcy (dramat) Leon Kruczkowski – reżyseria
- 11 V 1974: Porwanie Sabinek Julian Tuwim – reżyseria
- 26 I 1975: Mąż i żona[8] Aleksander Fredro – reżyseria
- 17 V 1975: Dzika kaczka Henrik Ibsen – reżyseria
- 24 IV 1976: Fircyk w zalotach Franciszek Zabłocki – inscenizacja, reżyseria, ruch sceniczny
- 15 III 1977: Igraszki trafu i miłości Pierre de Marivaux – reżyseria
- 17 XII 1977: Pastorałka Leon Schiller – reżyseria.

## Telewizja

### Początki
Debiut na ekranie telewizyjnym miał miejsce 26 listopada 1955 r.: Wesele (dramat) Stanisław Wyspiański – jako współreżyser (z Janem Świderskim), spektaklu przeniesionego z warszawskiego Teatru Dramatycznego. Inne spektakle Teatru TV zrealizowane z reżyserskim udziałem Broniewskiej wymieniono poniżej:
- 11 VI 1956: Lato Tadeusz Rittner – reżyseria
- 9 XII 1957: Sędziowie (dramat) Stanisław Wyspiański – reżyseria
- 26 I 1958: Złamana gałązka Balwant Gargi – reżyseria
- 24 II 1958: Nie igra się z miłością Alfred de Musset – reżyseria
- 5 V 1958: Nowy Don Kiszot czyli Sto szaleństw[9] Aleksander Fredro – reżyseria i inscenizacja
- 7 VII 1958: Komedia konkursowa Adam Asnyk – reżyseria
- 28 X 1958: Leśniczy w Puszczy Kozienickiej Karol Kurpiński (komdioopera) – reżyseria
- 5 I 1959: Pigmalion (dramat George’a Bernarda Shawa) George Bernard Shaw – reżyseria i adaptacja
- 2 III 1959: Makbet William Shakespeare – reżyseria i opracowanie tekstu
- 18 V 1959: Freuda teoria snów Antoni Cwojdziński – reżyseria i opracowanie tekstu
- 3 VIII 1959: Królowa Francji Thornton Wilder – scenariusz i reżyseria
- 5 X 1959: Historia jednej miłości – reżyseria.

### lata 60.
- 21 III 1960: Białe noce Fiodor Dostojewski – reżyseria i adaptacja
- 4 VII 1960: Fantazjo Alfred de Musset – reżyseria i opracowanie tekstu
- 27 III 1961: Noc tysiączna druga Cyprian Kamil Norwid – reżyseria i adaptacja
- 21 VI 1961: Czarna suknia Stanisław Wygodzki, reż. Janusz Majewski – obsada aktorska
- 24 VII 1961: Oni wiedzą co to jest miłość? Miklós Hubay – reżyseria
- 27 IX 1961: Pieśni (Kochankowie, Słowik) Marie de France – reżyseria i realizacja tv
- 26 II 1962: Diabeł domowego ogniska Henrik Pontoppidan – reżyseria
- 1 IV 1962: Zawodowa sumienność Andree Picot – reżyseria
- 21 IV 1962: Krosienka Ignacy Krasicki – reżyseria i adaptacja
- 28 IX 1962: Maskarada[10] Michaił Lermontow – reżyseria i adaptacja
- 1 XI 1962: Do kraju tego Cyprian Kamil Norwid – reżyseria i wybór tekstów
- 24 XII 1962: Romantyczni Edmond Rostand – reżyseria
- 6 IX 1963: Uczciwa dziewczyna Carlo Goldoni – reżyseria
- 14 IX 1964: Mąż i żona[11] Aleksander Fredro – reżyseria i realizacja tv
- 8 III 1965: Mąż idealny Oscar Wilde – reżyseria i adaptacja
- 4 VI 1965: Gospodarstwo Jarosław Iwaszkiewicz – reżyseria
- 7 II 1966: Panna Rosita, czyli Mowa kwiatów Federico García Lorca – reżyseria i adaptacja
- 29 V 1967: Fedra (dramat Jeana Baptiste’a Racine’a) Jean Baptiste Racine – reżyseria
- 4 XII 1967: Nie igra się z miłością Alfred de Musset – reżyseria
- 8 II 1968: Rocznica Reginald Marsh – reżyseria
- 15 III 1968: Talenty i wielbiciele Aleksandr Ostrowski – reżyseria i adaptacja
- 10 V 1968: Dziwak Nâzım Hikmet – reżyseria
- 14 VI 1968: Lato Tadeusz Rittner – reżyseria
- 21 X 1968: Powrót do Itaki wg Homera – reżyseria
- 15 XI 1968: Kto jest za wnioskiem? Jan Zieliński – reżyseria
- 6 I 1969: Kollokacja Józef Korzeniowski – reżyseria
- 4 V 1969: Stygmat i Miłość czysta u kąpieli morskich Cyprian Kamil Norwid – reżyseria
- 12 XII 1969: Wieczór Trzech Króli albo co chcecie William Shakespeare – reżyseria

### lata 70.
- 23 II 1970: Czarująca szewcowa Federico García Lorca – reżyseria
- 25 IX 1970: Kaprysy Marianny Alfred de Musset – reżyseria
- 18 XII 1970: Cyrano de Bergerac (utwór dramatyczny) Edmond Rostand – reżyseria
- 14 VII 1972: Jak wam się podoba William Shakespeare – reżyseria
- 11 I 1974: Henryk VI na łowach Wojciech Bogusławski – reżyseria i adaptacja
- 15 IV 1974: Ondyna Jean Giraudoux – reżyseria
- 15 X 1976: Odwiedziny o zmroku Tadeusz Rittner – reżyseria.

## Przebieg pracy
W trakcie swej 44-letniej kariery reżyserskiej współpracowała z 36 teatrami ze: Lwowa (3), Katowic (2), Torunia, Krakowa (3), Wrocławia (2), Szczecina (2), Poznania (3), Łodzi (4), Sosnowca, Jeleniej Góry, Wałbrzycha, Zabrza, Gdańska, Olsztyna i Warszawy (10).
- Teatr Miejski, Lwów: 1934–1939 jako choreograf
- Opera, Lwów: 1939–1941 jako choreograf
- Polski Teatr Dramatyczny, Lwów: 1944–1945 jako reżyser
- Teatr Śląski im. Stanisława Wyspiańskiego, Katowice: 1945–1946 jako choreograf
- Teatr Ziemi Pomorskiej, Toruń: 1946–1947 jako asystent reżysera
- Teatr im. Juliusza Słowackiego, Kraków: 1947–1948, 1964 jako współpraca reżyserska i opracowanie choreograficzne
- Stary Teatr, Kraków: 1947–1949 jako współpraca reżyserska i układ tańca
- Teatry Dramatyczne, Wrocław: 1949–1952 jako reżyser
- Ludowy Teatr Muzyczny, Warszawa: 1952 jako reżyseria i inscenizacja
- Teatr Ludowy, Warszawa: 1952–1954, 1957 jako reżyser
- Teatr Poezji, Kraków: 1953–1954 jako inscenizacja i reżyseria
- Teatr Domu Wojska Polskiego, Warszawa: 1955–1956 jako reżyser
- Teatr Współczesny, Szczecin: 1956, 1964–1965 jako inscenizacja i reżyseria
- Teatr Ateneum im. Stefana Jaracza, Warszawa: 1956–1957 jako reżyser
- Estrada Satyryczna, Poznań: 1956 jako inscenizacja i reżyseria
- Teatr Komedia, Warszawa: 1957–1958, 1962 jako reżyser
- Teatr Powszechny, Warszawa: 1957, 1959 jako reżyseria, choreografia, inscenizacja
- Teatr Narodowy, Warszawa: 1958 jako reżyser
- Teatr Powszechny w Łodzi: 1960 jako reżyser
- Teatr Śląski im. Stanisława Wyspiańskiego, Katowice: 1960–1961 jako reżyser
- Teatr Zagłębia, Sosnowiec: 1961, 1968–1969, 1976 jako choreografia, inscenizacja, reżyseria, ruch sceniczny
- Teatr im. Stefana Jaracza, Łódź: 1961–1963 jako inscenizacja i reżyseria
- Teatr Nowy, Łódź: 1962 jako reżyser
- Teatr Objazdowy (PPIE), Warszawa: 1962–1963 jako reżyser
- Teatr Polski, Poznań: 1963 jako reżyser
- Opera im. Stanisława Moniuszki, Poznań: 1963 jako reżyser
- Teatr Polski, Szczecin: 1964, 1968 jako reżyser
- Teatr Rozmaitości, Wrocław: 1966 jako reżyser
- Teatr Dolnośląski, Jelenia Góra: 1966 jako reżyser
- Teatr Wielki, Warszawa: 1967 jako reżyser
- Teatr Dramatyczny, Wałbrzych: 1970–1975 jako reżyser
- Teatr Nowy, Zabrze: 1971 jako inscenizacja i reżyseria
- Teatr Studio, Warszawa: 1972 jako reżyser
- Teatr Wybrzeże, Gdańsk: 1972–1973 jako reżyser
- Teatr Ziemi Łódzkiej: 1977 jako reżyser
- Teatr im. Stefana Jaracza, Olsztyn: 1977 jako reżyser

## Śmierć
Aktorka zmarła w wieku 78 lat. Została pochowana na cmentarzu Powązkowskim (kwatera 101-1-3).

## Ordery i odznaczenia
- Krzyż Kawalerski Orderu Odrodzenia Polski (11 lipca 1955)[13]
- Medal 10-lecia Polski Ludowej (19 stycznia 1955)[14]

## Nagrody
- 1961: nagroda za najlepsze przedstawienie II Wrocławskiego Festiwalu Teatralnego: Becket czyli honor Boga Jeana Anouilha w Teatrze Śląskim im. Stanisława Wyspiańskiego w Katowicach